# Puliamo il mondo
Clean Up the World è un'iniziativa ambientale in cui i volontari di tutto il mondo ripuliscono, valorizzano e conservano i propri territori.
L'evento principale della campagna si svolge a livello mondiale ogni terzo weekend di settembre, comunque gli organizzatori incoraggiano i cittadini a intraprendere iniziative durante tutto l'anno.
Clean Up the World è stata creata nel 1993 quando i fondatori di Clean Up Australia, Ian Kiernan e Kim McKay, proposero all'UNEP di trasformare Clean Up Australia in un'iniziativa di volontariato globale. La partnership così creata mobilita ogni anno circa 35 milioni di volontari in 120 paesi, rendendo Clean Up the World la più grande iniziativa ambientale organizzata da volontari.
L'Unep assiste Clean Up the World nel promuovere la campagna e incoraggia la partecipazione attraverso il proprio network.
Nel 1998, Ian Kiernan è stato insignito dall'UNEP del premio ambientale Sasakawa per la sua visione e organizzazione di questa iniziativa mondiale di volontariato ambientale.

## Partecipazione
Gruppi e organizzazioni no-profit possono aderire alla campagna gratuitamente. Clean Up the World unisce gruppi locali, scuole e istituzioni in un insieme di attività finalizzate a migliorare l'ambiente in cui vivono.
I volontari ripuliscono parchi, spiagge, foreste, ambienti fluviali, si occupano della ripiantumazione di alberi e organizzano una serie di eventi di sensibilizzazione per indurre le persone a migliorare l'ambiente naturale in cui vivono.
Per quanto riguarda l'Italia, la campagna è organizzata dal 1994 da Legambiente sotto il nome di Puliamo il Mondo.